# Zimmermannsbleistift

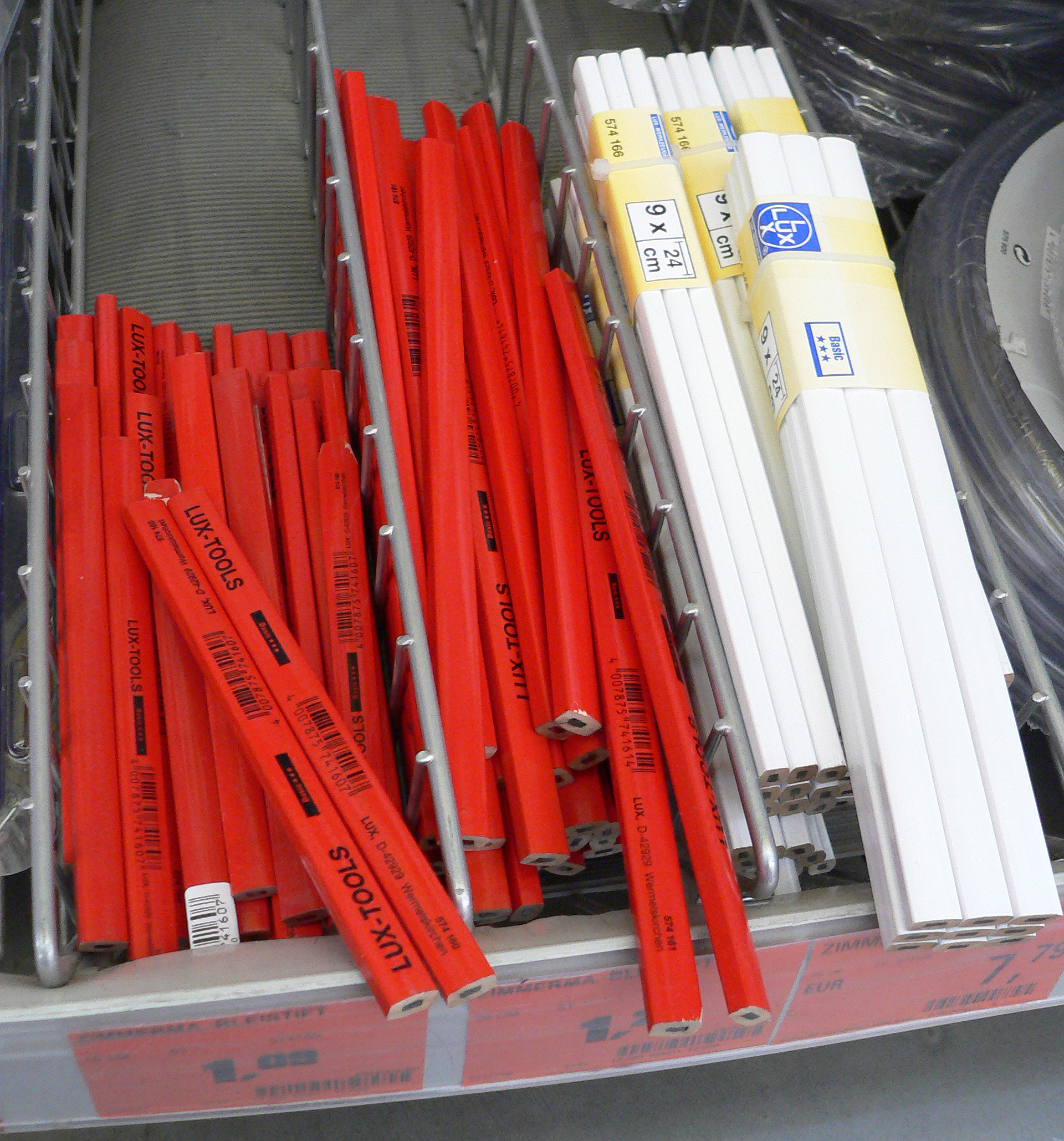
Ungespitzte Zimmermannsbleistifte mit der typisch rechteckigen Mine

Der Zimmermannsbleistift (auch Zimmererbleistift genannt) wird zum Anzeichnen auf Werkstoffen mit rauer, fester Oberfläche eingesetzt. In vielen Bauberufen ist er als berufsspezifisches Werkzeug gebräuchlich. Er unterscheidet sich vom normalen Bleistift in Größe, Form und Funktion.

## Aufbau und Form

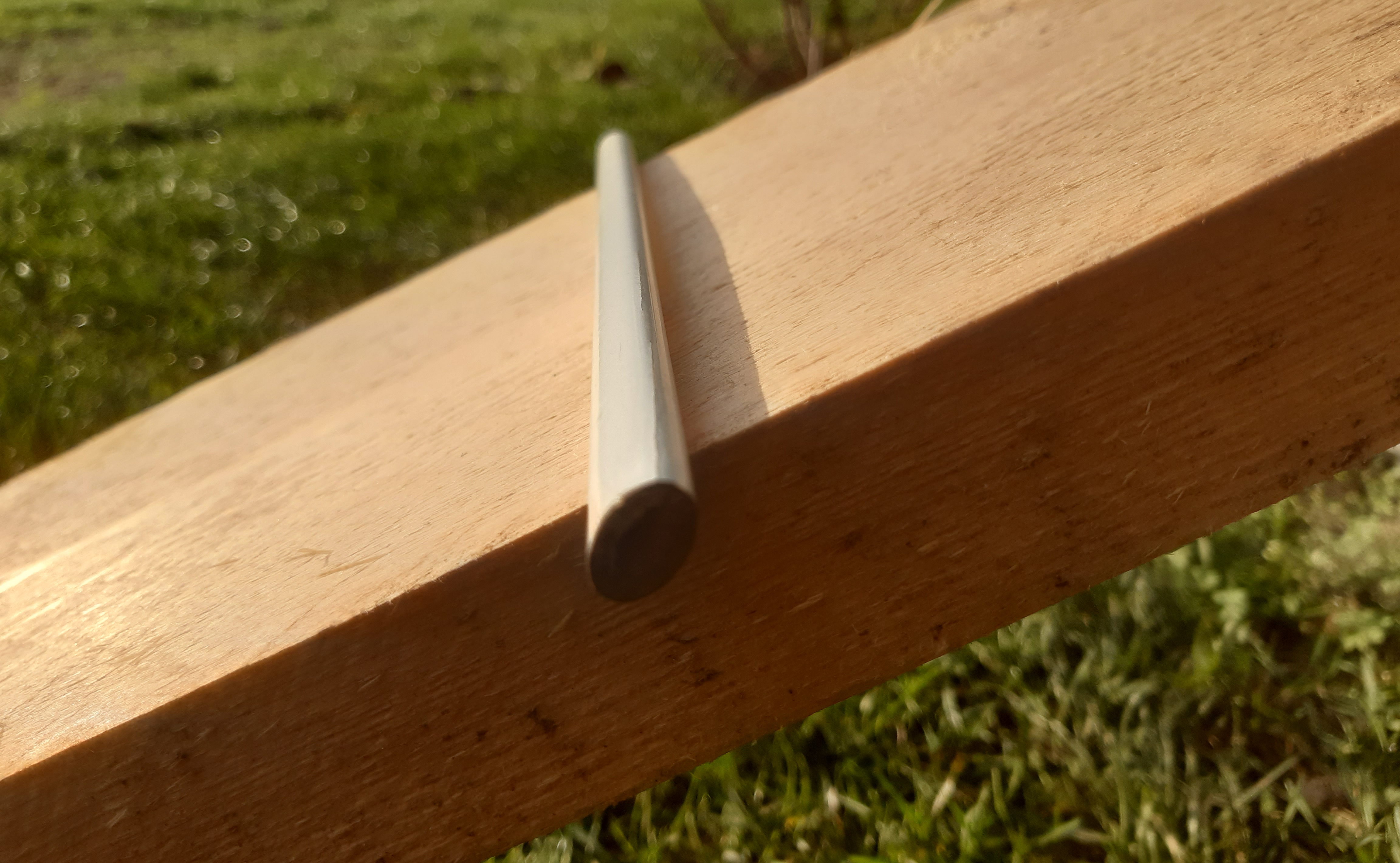
Zimmermannsbleistift auf schrägem Untergrund

Der übliche Zimmermannsbleistift hat üblicherweise einen elliptischen beziehungsweise eckig-ovalen Querschnitt, manchmal ist er auch rechteckig. Dadurch wird ein Herunterrollen des Stiftes von schrägen Flächen verhindert. Seine Mine hat einen rechteckigen Querschnitt mit stark unterschiedlichen Seitenlängen, um beim Anlegen mit der breiten Seite an ein Lineal einen schmalen Strich zu erzeugen und dennoch nicht abzubrechen. Handelsübliche Längen sind 8,5 cm, 17,5 cm, 24 cm und 30 cm.
Zimmermannsbleistifte haben eine HB-Mine, die wie bei Bleistiften aus Grafit und Tonmineral besteht und somit eine graue Farbe hat.
Es gibt auch Grafit-Minen mit wasserlöslichem Farbstoffzusatz, z. B. Methylenblau, die sich zum Zeichnen auf feuchtem Untergrund eignet.

## Verwendung
Der Zimmermannsbleistift wird hauptsächlich auf Baustellen von Bauhandwerkern, wie z. B. Zimmerleuten, Maurern, Beton- und Stahlbetonbauern etc. zum Anzeichnen auf Werkstoffen, wie z. B. Holz, Beton oder Mauerwerk eingesetzt. Er wird – da er aufgrund der breiten, nicht kegelförmigen Spitze nicht in einen normalen Anspitzer passt – meist mit einem Messer gespitzt oder schräg an einer rauen Fläche (Betonmauer, Sandpapier etc.) gerieben. Es gibt jedoch auch spezielle Anspitzer für Zimmermannsbleistifte.
Darüber hinaus werden der Zimmermannsbleistift und der Multigrafstift als Werbemittel genutzt und vor allem auf Handelsmessen oder durch Handelsvertreter verteilt. Die Beliebtheit als Werbemittel liegt darin, dass beide Stiftformen relativ große Werbeflächen auf dem Holzmantel bieten, die sich mit Handelsnamen, Firmenlogos oder Firmenadressen bedrucken lassen, und in der Beschaffung preisgünstiger sind als z. B. Gliedermaßstäbe („Zollstöcke“). Da sie sich bei der Benutzung verbrauchen, werden sie zudem gerne als Werbegeschenk angenommen.

## Weitere Ausführungen

### Multigrafstift
Ähnlich dem Zimmermannsbleistift ist der Multigrafstift (auch Multigraphstift). Der Stift ist üblicherweise dreikantig und besitzt eine besonders weiche Mine, die sich für die Beschriftung von glatten Oberflächen wie Fliesen, Glas, Metall oder auch Schaumpolystyrol eignet. Es werden nicht nur graue Graphit-Minen, sondern auch rote, grüne und blaue Minen angeboten. Die unterschiedlichen Minenfarben sind wichtig, damit der Multigrafstift auf unterschiedlich gefärbten Oberflächen eingesetzt werden kann. Der Multigrafstift wird auch Riesenbleistift oder Dreikantbleistift genannt. Es gibt auch Multigrafstifte mit sechseckigem, elliptischem oder rundem Querschnitt.

### Tischlerbleistift
Eine Spezialform des Multigrafstiftes ist der Tischlerbleistift. Er ist 17,5 cm lang, hat einen runden Holzmantel und eine spezielle Nass-Schreib-Mine, mit der man auch auf nassem Holz zeichnen kann.

### Steinhauerstift
Zimmermannsbleistifte mit einer härteren Mine (z. B. einer 6H-Mine oder einer 20H-Mine) werden Steinhauerstifte genannt. Steinhauerstifte werden für das Aufzeichnen von Informationen auf Beton oder Stein, also sehr harten Oberflächen verwendet.

### Asiatischer Bambusstift
In Japan werden statt Zimmermannsbleistiften traditionell zu einer Schneide zugespitzte Bambusspäne verwendet, die zur Benutzung mit Tusche angefeuchtet werden.